# Granada antitanque n.º 74
La granada antitanque n.º 74 (en inglés: No. 74 grenade), usualmente conocida como granada S.T. (acrónimo en inglés de Sticky Type, Tipo Pegajosa) o bomba pegajosa, era una granada antitanque británica diseñada y producida durante la Segunda Guerra Mundial. Esta granada fue parte de una serie de armas antitanque desarrolladas para el Ejército Británico y la Home Guard como una solución ad hoc para la escasez de cañones antitanque después de la Operación Dinamo. Diseñada por un equipo del MIR(c) que incluía al Mayor Millis Jefferis y a Stuart Macrae, la granada consistía en una esfera de vidrio que contenía un explosivo a base de nitroglicerina y aditivos (que estabilizaban la mezcla, además de ofrecerle el efecto de una ojiva de impacto) y estaba cubierta por un adhesivo fuerte, protegida por una envoltura de chapa metálica estampada. Cuando el usuario retiraba el pasador del mango de la granada, la envoltura caía y dejaba al descubierto la esfera pegajosa. Al jalar otro pasador, se activaba la espoleta y el usuario intentaría adherir la granada a un tanque enemigo u otro vehículo. Al soltar el mango se soltaba una palanca que encendía una mecha de cinco segundos, la cual detonaba la nitroglicerina.
Esta granada tenía varios defectos de diseño. Durante las pruebas, no se adhirió a tanques polvorientos o enlodados y, si el usuario no era cuidadoso después de retirar la envoltura, podía adherirse fácilmente a su uniforme. El Comité de Armamento del Departamento de Guerra no aprobó el uso de la n.º 74 por el Ejército británico, pero la intervención personal del Primer Ministro Winston Churchill, hizo que la granada entrase en producción. Se produjeron 2,5 millones de granadas entre 1940 y 1943. Fue suministrada principalmente a la Home Guard, pero también fue empleada por las fuerzas británicas y de la Commonwealth en el norte de África, donde pusieron fuera de combate a 6 tanques alemanes; fue empleada por los Aliados en el desembarco de Anzio, incluso por la Primera Fuerza de Servicio Especial; igualmente fue empleada por unidades del Ejército australiano durante la Campaña de Nueva Guinea. También fue suministrada a la Resistencia francesa.

## Desarrollo
Desde 1938, Jefferis había estado rumiando la idea de un arma antitanque o para demolición que pudiese ser ideal para guerra irregular. Esta funcionaría mediante una carga explosiva deforme, que tendría un área de contacto sustancial con la superficie del blanco. Cuando detonaba, el efecto de la explosión se concentraría en un área pequeña y rompería una plancha de blindaje mucho más gruesa. Los zapadores llaman a este aparato "poultice" o "carga de impacto". Jefferis reclutó a los doctores Bauer y Schulman del Departamento de Ciencia Coloidal de la Universidad de Cambridge, quienes experimentaron con fragmentos de cámara de bicicleta de diversas longitudes llenos de plastilina para simular el explosivo. Los fragmentos de cámara fueron equipados con mangos de madera y sumergidos en una solución de caucho para hacerlos pegajosos. Durante las pruebas, estos prototipos demostraron ser difíciles de apuntar y solamente por azar se adhirieron a los basureros metálicos empleados para representar tanques.
Con el final de la Batalla de Francia y la evacuación de la Fuerza Expedicionaria Británica desde el puerto de Dunkerque entre el 26 de mayo y el 4 de junio de 1940, una invasión alemana del Reino Unido parecía probable. Sin embargo, el Ejército Británico no estaba bien equipado para defender el país en tal caso; en las semanas posteriores a la evacuación de Dunkerque, solamente podía desplegar 27 divisiones. El Ejército tenía una gran escasez de cañones antitanque, ya que 840 habían sido abandonados en Francia y solamente estaban disponibles 167 en Inglaterra; la munición para estos últimos era tan escasa, que los reglamentos prohibieron el disparo de un solo proyectil para fines de entrenamiento.
Bajo estas circunstancias, Jefferis consideró que su idea podía tener una aplicación más general para el Ejército británico y la Home Guard. Él estaba a cargo de un departamento conocido como MIR(c), que había sido creado para desarrollar y suministrar armas a guerrilleros y grupos de resistencia en la Europa ocupada. Al MIR(c) se le encargó el desarrollo de la bomba pegajosa.
El problema de diseñar una bomba adhesiva fue delegado al entusiasta inventor Robert Stuart Macrae.
Ciertamente, era necesario un tipo de bolsa flexible para contener un gel explosivo, de tal forma que no importara como la bomba impactase el blanco. Sin embargo, una bolsa flexible es difícil de lanzar y las pruebas no fueron del todo satisfactorias. La discusión sobre el problema en la oficina de Macrae fue oída por Gordon Norwood, un maestro de imprenta que Macrae reclutó en su antiguo trabajo como editor de una revista, pero que no trabajaba directamente con el arma. Norwood sugirió que lo que se necesitaba era un contenedor quebrable y, para disgusto del almacenero de la Oficina de Guerra, obtuvo una lámpara incandescente de 150 W para demostrar su idea: un recipiente esférico de vidrio dentro de una media de lana tejida es rígido al momento de su lanzamiento, pero al impactar se rompe el vidrio y la bomba se deforma. Los experimentos con frascos llenos de gachas frías confirmaron que esta era la forma de proceder. La granada necesitaba un retraso para que el lanzador se pudiese poner a cubierto, por lo que la media de lana fue cubierta con una sustancia pegajosa, que aseguraba su fijación por unos segundos antes de detonar. Al haber cubierto la granada con pegamento, era preciso un mango para poder asirla. En el mango, una mecha de 5 segundos era encendida al soltar una palanca accionada por resorte cuando era lanzada (al igual que las palancas de la bomba Mills).
Mientras tanto, el hallar un adhesivo adecuado era un importante problema. Después de infructuosos experimentos con una variedad de productos, alguien sugirió el uso de liga - un compuesto viscoso empleado desde la antigüedad para capturar aves, esparciéndolo sobre las ramas de un árbol y esperando que las aves se queden pegadas. La liga tuvo un mejor desempeño que cualquier otro adhesivo probado con anterioridad, pero todavía no era lo suficientemente buena. La lata de liga de Macrae estaba marcada con una gran 'K' y una nota que indicaba como su lugar de origen a Stockport, pero sin ninguna otra pista sobre su fabricante. Macrae fue en tren a Stockport y allí encontró a un taxista que lo llevó hasta la fábrica de Kay Brothers Ltd. El químico jefe de la empresa pronto se halló trabajando en el problema de un adhesivo adecuado y en cuestión de semanas el problema fue resuelto para satisfacción de Macrae.
El explosivo de la granada fue desarrollado por ICI. Era a base de nitroglicerina, mezclada con diversos aditivos para hacerla más estable y viscosa. El frasco de vidrio que contenía la carga explosiva llevaba 680 g de este, que era descrito con una consistencia de vaselina.
La superficie adhesiva estaba protegida por una ligera envoltura de chapa metálica estampada, que era liberada al jalar un pasador de seguridad: la envoltura caía como dos hemisferios conectados por una bisagra con resorte. El interior de ambos hemisferios de la envoltura estaba cubierto por espigas de caucho que evitaban su contacto con la superficie engomada de la granada. Los primeros modelos también llevaban una tira de cinta adhesiva alrededor del cuello de los hemisferios de la envoltura.
Su desarrollo continuó, pero había problemas con los reglamentos de servicio que habían sido redactados sin pensar en un arma tan poco convencional. La n.º 74 era bastante frágil e incluso una caja especialmente diseñada no cumplía los requisitos del Ejército para soportar manipulación brusca sin resultar dañada. Parecía haber problemas a cada paso. El Primer Ministro Winston Churchill, preocupado por las condiciones de las defensas antitanque del país, fue informado sobre la granada e instó su desarrollo. El Comité de Armamento de la Oficina de Guerra no aprobó el uso de  la granada por parte del Ejército. Sin embargo, Churchill ordenó que se llevasen a cabo más pruebas en julio y después de observar personalmente una demostración de la granada, ordenó que sea producida de inmediato. Su memorando de octubre de 1940 simplemente dice "Bomba pegajosa. Hagan un millón". Dos días después Anthony Eden, el Secretario de Estado para la Guerra, añadió una nota manuscrita a una minuta del gabinete que registraba la orden para producir la granada:

Las bombas antitanque (y ciertamente antienemigo en general) para la defensa de la patria son una urgencia vital y deben estar disponibles en cantidades muy grandes. Nacionales o extranjeras, no me importa su procedencia mientras las tengamos. [énfasis como en el original]

A pesar de la presión gubernamental, las discusiones continuaron. Las pruebas fueron decepcionantes, la granada no se adhirió a cualquier superficie que estuviese húmeda o incluso cubierta con una capa muy delgada de lodo seco, "condición habitual de los tanques" resaltada por el Mayor-General Ismay el 27 de junio de 1940.
Churchill no estaba satisfecho:

General Ismay, entiendo que las pruebas no fueron completamente exitosas y que la bomba falló en adherirse a tanques que estaban cubiertos de polvo y lodo. No cabe duda que puede crearse una mezcla más pegajosa y que el Mayor Jefferis debe perseverar. Cualquier cuchicheo por parte de oficiales que no se dieron el trabajo de promover esta bomba, por el hecho que al presente no tuvo éxito, lo tomaré como un gran desfavor.

Macrae, Ismay y Churchill vieron adecuado registrar estas discusiones sobre el problema técnico de la adherencia. Como Eden resaltó, había mucho en juego. La Infantería británica y la Home Guard tenían pocas armas antitanque, mientras que para cualquier testigo de las pruebas con cócteles molotov y granadas SIP era evidente que podían hacer poco daño a un tanque moderno además de crear una cortina de humo espeso. Lo que se necesitaba era un arma que diese el "golpe de gracia" al perforar las planchas de blindaje. La granada n.º 74 podía hacer este trabajo y era casi todo el armamento disponible.
En sus memorias, Ismay recordó que el nunca resolvió el problema de como transmitir sus genuinas preocupaciones de la época a las personas adecuadas. Una granada pegajosa, al ser lanzada, simplemente no se adheriría a una superficie vertical. Sin embargo, la granada se adheriría si era lanzada hacia la parte superior del tanque, donde las planchas de blindaje son más o menos horizontales - y delgadas - pero esto reducía la distancia de lanzamiento a unos 18,2 m (20 yardas) y llegar tan cerca solamente era posible en una emboscada o un combate callejero.
Churchill consideraba cualquier obstáculo, aún bien intencionado, como singularmente falto de imaginación. En caso de una invasión, él previó una lucha desesperada hasta el último hombre y después de la guerra, escribió como había ideado el uso de la granada n.º 74: "Tenemos en la mente la imagen de leales soldados o civiles que corren para acercarse al tanque e incluso estampan la bomba contra este, aunque su explosión les cueste sus vidas. Sin lugar a dudas muchos lo habrían hecho [itálicas añadidas para énfasis]." Él también registró más tarde como pensó emplear el eslogan: "Siempre puedes llevarte uno contigo".
Las discusiones continuaron y se produjeron interminables retrasos. Las primeras versiones de la granada n.º 74 eran proclives a fugas del explosivo, así como a romperse durante su transporte. Había preocupaciones comprensibles sobre su carga explosiva: la nitroglicerina pura es muy sensible al menor impacto, pero la mezcla desarrollada por la ICI demostró ser muy segura incluso si se introducía en las bisagras de las cajas de almacenaje. Hacia diciembre de 1940, se habían producido menos de 66.000 y la cadencia de producción era decepcionante, con 5.000 a 10.000 por semana. Además, se sugirió que la orden inicial de un millón fuese reducida a 200.000. Se hicieron mejoras mínimas al modelo, de las cuales la más importante fue reemplazar el recipiente de vidrio por uno de plástico. Finalmente, después de pasar todas las pruebas requeridas, la granada pegajosa -ahora la Granada n.º 74 Mk II - fue aceptada por el Comité de Armamento; entró en producción masiva y pasó a ser armamento estándar.
El Teniente-General Sir Ian Jacob reflexionaba el 14 de mayo de 1941:

Sin embargo, la característica más extraordinaria de todo este asunto fue el hecho que el Secretario de Estado para la Guerra, en una minuta dirigida al Primer Ministro el 25 de noviembre de 1940, decía que el Director de Artillería y el Comité de Armamento solamente habían podido obtener de la ICI los detalles del explosivo contenido en la bomba. Viendo que la bomba fue demostrada en junio de 1940, esta afirmación se sostiene a duras penas. La Oficina de Guerra parece ser culpable de esto, ya que a finales de abril de 1941, ninguna bomba pegajosa fue suministrada a cualquier unidad, ni siquiera bombas inertes para entrenamiento. En vista de nuestra aguda escasez de armas antitanque, toda la historia es desacreditable.

Entre 1940 y 1943, se produjeron aproximadamente 2,5 millones de granadas n.º 74.

## Diseño

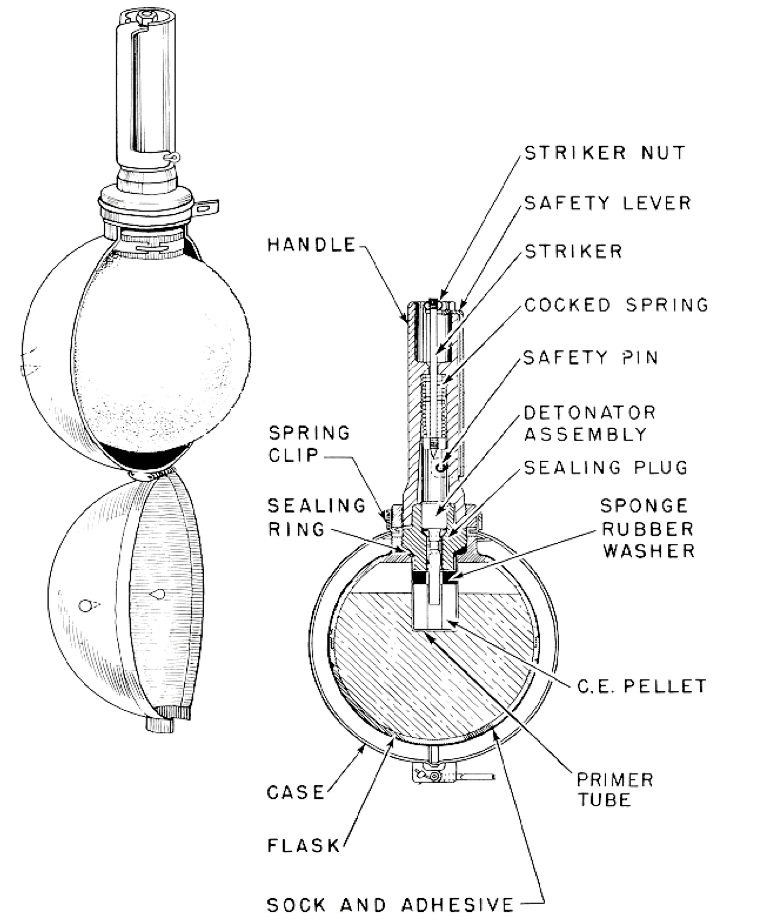
Diagrama de la bomba pegajosa. British Explosive Ordnance, NAVORD OP 1665, Naval Ordnance Systems Command (1946), p.381.

La granada antitanque n.º 74 consistía en una esfera de vidrio que contenía 0,57 kg (aproximadamente 1,25 libras) de nitroglicerina semilíquida creada por la ICI. La esfera estaba cubierta por malla de punto, la cual estaba bañada con una gran cantidad de liga, una sustancia muy adhesiva de la cual derivó el apodo de bomba pegajosa. Una envoltura formada por dos hemisferios de chapa metálica estampada rodeaba la esfera y era mantenida en su lugar por un mango de madera, dentro del cual se hallaba una espoleta con mecha de cinco segundos. El mango también contenía dos pasadores y una palanca; el primer pasador era jalado para soltar y hacer caer los hemisferios de la envoltura, mientras que el segundo activaba la espoleta de la granada. Una vez activada, se debía mantener presionada la palanca del mango para evitar el encendido de la mecha; entonces el usuario debía correr hacia el tanque y adherir la granada a su casco, usando tanta fuerza como fuese posible para romper la esfera y esparcir la nitroglicerina sobre el casco en una pasta espesa. Otra alternativa era lanzar la granada contra el tanque desde una cierta distancia. De cualquier modo, la palanca se soltaba y se encendía la mecha, detonando la granada.
La granada tenía varios problemas de diseño. Se instaba a los usuarios correr hacia el tanque y situarla manualmente, antes que lanzarla, ya que el adhesivo podía pegarse con facilidad a su uniforme en el proceso; el usuario se hallaría en la peligrosa situación de intentar liberar la granada mientras sujetaba la palanca de su espoleta. También se descubrió que la nitroglicerina empezaba a deteriorarse y se volvía inestable con el paso del tiempo, dificultando aún más su empleo. Como la granada era un arma de corto alcance, los usuarios eran entrenados para ocultarse en una trinchera u otro escondite hasta que el tanque pase, para luego adherir la granada a la parte posterior del tanque, donde su blindaje es más delgado. Los usuarios se hallaban relativamente seguros a unos cuantos metros de distancia, mientras no se encontrasen alineados con el mango de la granada al momento de su detonación. En la granada n.º 74 Mk II, la esfera de vidrio fue reemplazada por una de plástico y su espoleta fue reemplazada por un detonador.

## Historial de combate
Según un folleto de entrenamiento de la Oficina de Guerra fechado el 29 de agosto de 1940, la granada n.º 74 debía ser considerada como un aparato de demolición portátil que puede ser "aplicado rápido y fácilmente". Era reconocida como eficaz contra blindaje de hasta 25 mm (1 pulgada) de espesor y era adecuada para emplearse contra tanques ligeros, automóviles blindados y las áreas vulnerables de los tanques medios y pesados. La forma más sencilla y segura de aplicarla era dejarla caer desde la ventana de un segundo piso; de otra forma, podía emplearse en una emboscada contra tanques que transitaban por una carretera estrecha o en un ataque a tanques estacionados para pernoctar. Esta granada podía ser lanzada o adherida manualmente, en el segundo caso se aconsejaba hacerlo con suficiente fuerza para romper el vidrio y crear una mayor área de contacto para producir una explosión más efectiva. Finalmente, también quedaba la opción de adherir la granada primero y jalar el pasador de seguridad desde una distancia segura mediante una cuerda.
Macrae atribuye al Ejército australiano el haber desarrollado la técnica de adherir directamente al tanque la granada n.º 74 en lugar de lanzarla desde una distancia relativamente segura. Como la bomba empleaba el efecto de la onda expansiva, era seguro hacer esto y retirarse, solo asegurándose que el mango de la granada no estuviese apuntando al usuario - el mango podía ser disparado por la explosión "como una bala". Macrae no menciona una fecha para el desarrollo de esta táctica. Macrae confirmó que ubicar la granada en lugar de lanzarla ofrecía una mejor adherencia y permitía perforar planchas de blindaje más gruesas.
El potencial de la granada n.º 74 para humor slapstick demostró ser con frecuencia demasiado tentador como para pasarlo por alto, un buen ejemplo siendo la novela de David Niven Go Slowly, Come Back Quickly. En esta, el desafortunado oficial Stanni, mientras intenta demoler una letrina maloliente, pierde su dignidad y una gran sección de sus pantalones debido a un incidente similar. La granada n.º 74 también aparece en la serie televisiva cómica británica Dad's Army. En el episodio Fallen Idol, el Cabo Jack Jones adhiere su granada a un blanco improvisado y se retira según lo entrenado, pero continua sosteniendo el mango de la granada, cuya espoleta está activada y se encuentra adherida a la tapa de un viejo basurero.
Hacia julio de 1941, se habían producido 215.000 granadas n.º 74. De estas, casi 90.000 fueron enviadas al norte de África y a Sudáfrica, el Medio Oriente y Grecia, donde fueron bastante útiles. Las demás fueron almacenadas en arsenales o distribuidas al Ejército y unidades de la Home Guard.
La granada fue suministrada por primera vez en 1940 a unidades de la Home Guard, que parecen haberla apreciado a pesar de sus defectos. Aunque el Comité de Armamento no había aprobado el empleo de la granada por unidades del Ejército regular, una cierta cantidad fue suministrada para entrenamiento. Sin embargo, varias granadas n.º 74 fueron suministradas a unidades británicas y de la Commonwealth que participaron en la Campaña del norte de África, siendo empleadas como armas antitanque. Durante el avance del Afrika Korps en dirección al pueblo de Thala en febrero de 1943, las granadas pusieron fuera de combate a seis tanques alemanes. También fueron suministradas a unidades del Ejército australiano, que las empleó en la Batalla de Wau y la Batalla de la Bahía de Milne. Fueron empleadas por varias unidades Aliadas en el desembarco de Anzio, como la Primera Fuerza de Servicio Especial canadiense, que las obtuvieron de los británicos. Una gran cantidad de estas granadas también fue suministrada a la Resistencia francesa.

## Reconocimiento
En 1947, la Real Comisión de Premios a los Inventores consideró las afirmaciones de Macrae y el director de Kay Brothers. El representante legal de Macrae era Edward Terrell, que también había sido un inventor durante la guerra. En aquel entonces la corona se opuso a entregar un premio; cuando se le preguntó a Macrae cuales elementos de la bomba pegajosa había inventado, él respondió "Yo no me atribuyo su invención; yo solamente desarrollé la bomba, lo cual era mi trabajo". Sin embargo, en 1951 la comisión recomendó que Macrae debía recibir un pago ex-gratia de £500 (unas £14.400 en 2018) y Norwood recibió £250 (£7,200) por su contribución.

## Usuarios
- Australia[41]
- Resistencia francesa[43]
- Reino Unido[15]